# Blågrått träfly
Blågrått träfly (Lithophane lamda) är en fjärilsart som beskrevs av Fabricius 1787. Blågrått träfly ingår i släktet Lithophane och familjen nattflyn. Arten är reproducerande i Sverige. Inga underarter finns listade i Catalogue of Life.

## Bildgalleri

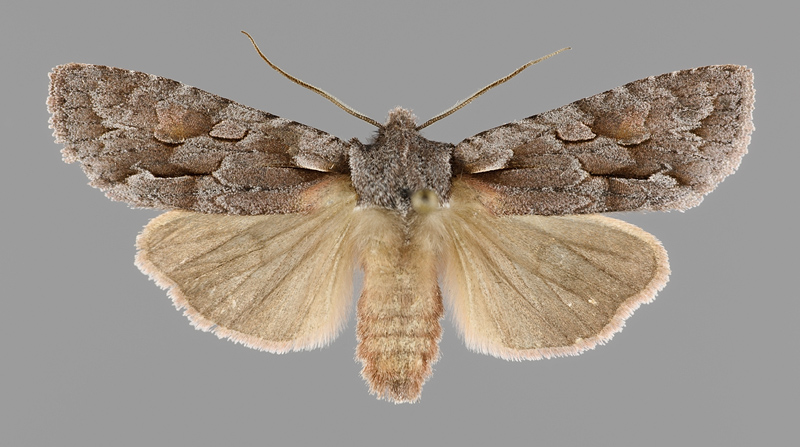
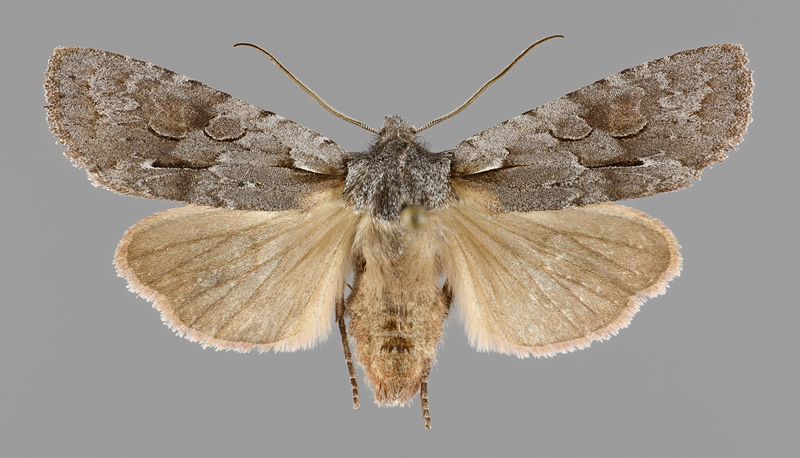
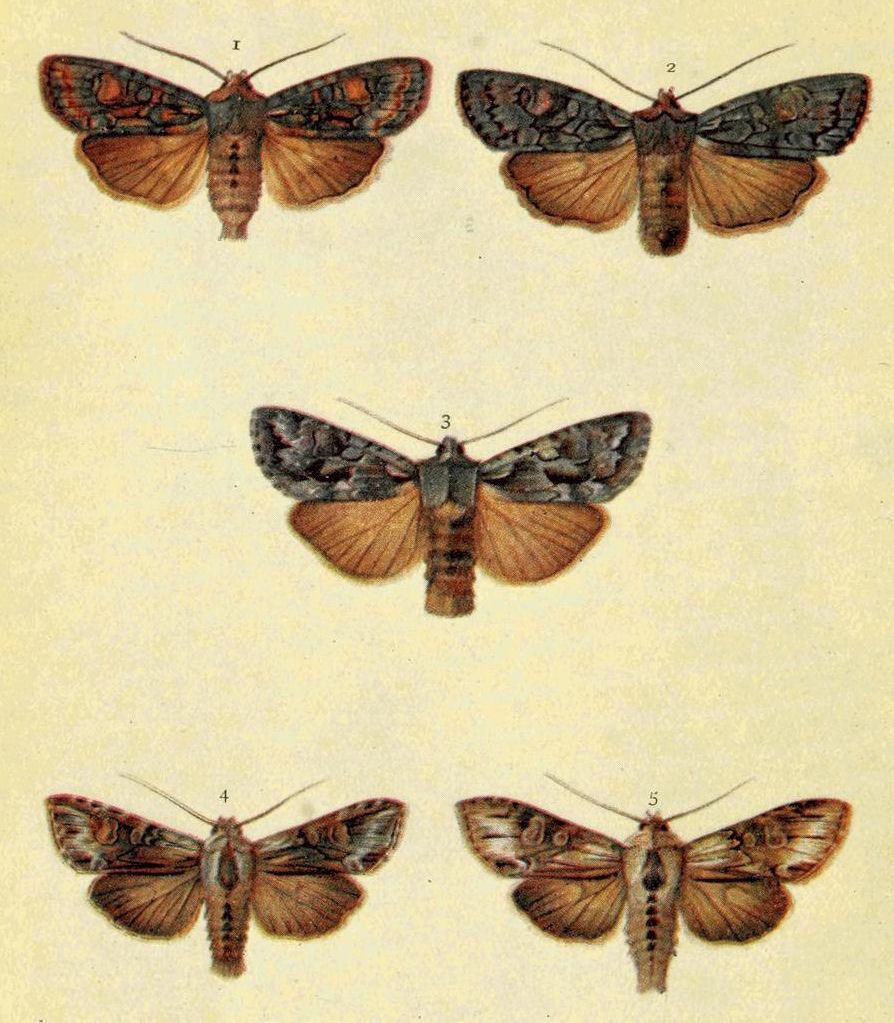